# Ха Джон Ун
Ха Джон Ун (хангыль: 하정운; 20 апреля 1942, ?) — северокорейский футболист, защитник, участник чемпионата мира 1966 года.

## Карьера

### Чемпионат мира 1966
Ха Джон Ун выступал за сборную КНДР на чемпионате мира 1966 года. Появился на поле лишь в двух матчах своей команды: в решающей игре группового турнира против сборной Италии и в четвертьфинале против португальцев.
| Матчи и голы Ха Джон Уна за сборную КНДР | Матчи и голы Ха Джон Уна за сборную КНДР | Матчи и голы Ха Джон Уна за сборную КНДР | Матчи и голы Ха Джон Уна за сборную КНДР | Матчи и голы Ха Джон Уна за сборную КНДР | Матчи и голы Ха Джон Уна за сборную КНДР | Матчи и голы Ха Джон Уна за сборную КНДР |
| ---------------------------------------- | ---------------------------------------- | ---------------------------------------- | ---------------------------------------- | ---------------------------------------- | ---------------------------------------- | ---------------------------------------- |
| №                                        | Дата                                     | Место проведения                         | Соперник                                 | Счёт                                     | Голы                                     | Турнир                                   |
| 1                                        | 19 июля 1966                             | Мидлсбро, Англия                         | Италия                                   | 1:0                                      | -                                        | Чемпионат мира 1966                      |
| 2                                        | 23 июля 1966                             | Ливерпуль, Англия                        | Португалия                               | 3:5                                      | -                                        | Чемпионат мира 1966                      |

Итого: 2 матча / 0 голов; 1 победа, 0 ничьих, 1 поражение.